# Finn Nagyhercegség
A Finn Nagyhercegség (finnül Suomen suuriruhtinaskunta, svédül Storfurstendömet Finland, latinul Magnus Ducatus Finlandiæ, oroszul Великое княжество Финляндское, Velikoye knyazhestvo Finlyandskoye) a mai Finnország jogelődje volt 1809 és 1917 között az Orosz Birodalom autonóm nagyhercegségeként, az orosz cár irányítása alatt.

## Történelme

### Előzmények
A nagy északi háborút lezáró nystadi béke (1721) Oroszország kezébe adta Észtország, a Finn-öböl Ingermanlandnak nevezett partvidékét, Délnyugat-Karéliát és Viborg várát. Finnország többi része svéd kézen maradt. Az 1741–1743-as 
orosz–svéd háborút lezáró turkui béke az új határt a Kymi folyó mentén vonta meg. Az 1788–1790-es orosz–svéd háború alatt a III. Gusztáv svéd királlyal szembenálló finn tisztek megalapították az oroszpárti Anjalai Szövetséget. Az 1807-es tilsiti béke immár a mai Finnország teljes területét Oroszországnak adta. Az 1808–1809-es finn háborút lezáró fredrikshavni békében (haminai béke, fredrikshamni béke, 1809) Svédország végleg lemondott a finn területekről, amelyeket Oroszország annektált és nagyhercegséggé szervezett.

### Nacionalizmus
Az ország(rész) hivatalos nyelve az orosz uralom alatt is a svéd maradt.
A nemzeti öntudat erősödéséhez jelentősen hozzájárult a Kalevala 1835-ös első, majd 1849-es bővített kiadása. II. Sándor cár liberális törvényei nem csak a kapitalizmus térnyerését segítették, de a finn kultúra fejlődésének is kedveztek. Az 1863-ban hozott nyelvrendelet a finnt az ország második hivatalos nyelvévé tette.
1878-ban szervezték meg a nagyhercegség saját hadseregét.
A fennomán (finn nemzeti) mozgalom az 1880-as években lassacskán párttá szerveződött; mellette a svéd kisebbség mozgalma volt számottevő. Harmadik érdemleges tényezőként a liberálisok léptek fel.
Ezeknek a folyamatoknak kívánt véget vetni II. Miklós cár 1899 februárjában kiadott manifesztuma, amelyben korlátozta a nagyhercegség alkotmányát. Az ezután következő időszakot (1899–1905) nevezik a finn történelemben az első elnyomás korának.
- 1901-ben feloszlatták a finn hadsereget;

- 1903-ban diktátori hatalommal ruházták fel Nyikolaj Ivanovics Bobrikov főkormányzót, akit 1904-ben merénylők meggyilkoltak.

### Demokratikus változások
Az 1905 őszén kirobbant általános sztrájk hatására a cár visszavonta az alkotmányt korlátozó rendeleteit. Az 1906-os választási reform választójogot adott a nőknek, és az addigi (négy rend képviselőiből alakított) rendi országgyűlést egykamarás parlamenttel váltotta fel.
Az 1907-es országgyűlési választást a Finn Szociáldemokrata Párt nyerte; erre reagálva következett a második elnyomás kora (1908–1916). Ennek végén, az 1916-os országgyűlési választáson ismét a Finn Szociáldemokrata Párt szerezte a legtöbb mandátumot. A finn hivatalos szervek ezután tárgyalni kezdtek az orosz ideiglenes kormánnyal az ország autonómiájáról. A delegációk megállapodását az orosz ideiglenes kormány el is fogadta, de a finn parlament alapjaiban átírta; az általa elfogadott törvényben a parlament a külpolitika és a hadügyek kivételével magáénak nyilvánított minden törvényhozó hatalmat. Erre reagálva az ideiglenes kormány feloszlatta a nemrég választott parlamentet. Az 1917 októberében tartott új választáson a polgári pártok kerültek többségbe, az új parlament pedig 1917. december 6-án kikiáltotta a független Finn Köztársaságot.

### Függetlenség
A független Finnországot a nagyhatalmak közül elsőként (1918. január 4-én) Szovjet-Oroszország ismerte el. Az országban polgárháború robbant ki.

### Következmények
A polgárháború a „vörösöket” támogató orosz csapatok kivonása után gyorsan a képzettebb tisztek vezette és Németország támogatását élvező „fehérek” győzelmével ért véget. A breszt-litovszki békeszerződést után Finnország a német érdekszférába került. Német példára a parlamentáris rendszert is kétkamarásra változtatták. A konzervatív szenátus kísérletet tett az alkotmányos monarchiává alakulásra — uralkodónak a német császári házból kértek volna fel valakit. Németország első világháborús veresége miatt azonban ebből nem lett semmi, és Finnország független köztársasággá vált.

## Gazdasága
A finn–orosz vámhatár megszüntetése jótékonyan hatott a finn iparra. Ez a fellendülés a század közepéig tartott, majd 1860–1880 között ismét felgyorsult. Ezzel párhuzamosan a mezőgazdaság vezető ágazatává az állattenyésztés vált.
1811-ben megalapították a Finn Bankot. Az 1860–1865 között végrehajtott pénzreformmal az országnak önálló valutája lett, a finn márka. Mivel sokan teljes föld nélkül maradtak, sok parasztnak pedig nem volt elegendő földje, a szegények tömegesen vándoroltak ki az országból.

## Közigazgatása
A nagyhercegség uralkodója „Finnország nagyhercege” címmel az orosz cár volt; az államszervezet tényleges vezetését a főkormányzóra bízta.
1812-ben egyesítették a nagyhercegséget a már 1721-ben megszerzett Viborggal (Viborgi kormányzóság). Az egyesült nagyhercegség fővárosa Helsinki lett.